# Hexagone

Das kontinentale Territorium Frankreichs ähnelt einem Sechseck (Hexagon)

Gebietserweiterungen zwischen 1552 und 1798

Als Hexagone (Aussprache [ɛgzagon / ɛgzagɔn]; französisch für „Sechseck“; von altgriechisch ἕξ = sechs und γωνία = Ecke) wird in Frankreich der kontinentale Teil von France métropolitaine bezeichnet, der den europäischen Teil Frankreichs ohne Korsika umfasst. Er weist drei terrestrische und drei maritime Seiten auf. Laut Le Petit Robert wurde der Begriff zum ersten Mal 1934 als Metonym benutzt. Die Darstellung Frankreichs als Sechseck begann in den 1960er Jahren nach dem Verlust der französischen Départements in Algerien. Die Form des Sechsecks nahm Kontinental-Frankreich erst nach den Gebietserweiterungen im Norden, Osten und Süden bis 1798 ein.
Auf französischen Münzen wurde das Hexagon ab 1988 abgebildet:

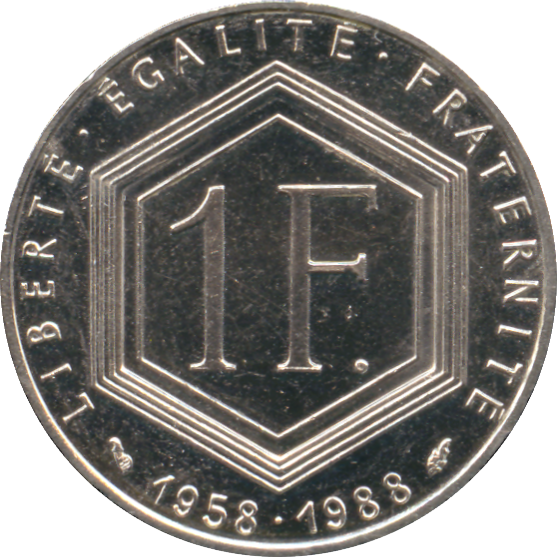
1-Franc-Münze
1-Euro-Münze (Rückseite)
2-Euro-Münze (Rückseite)
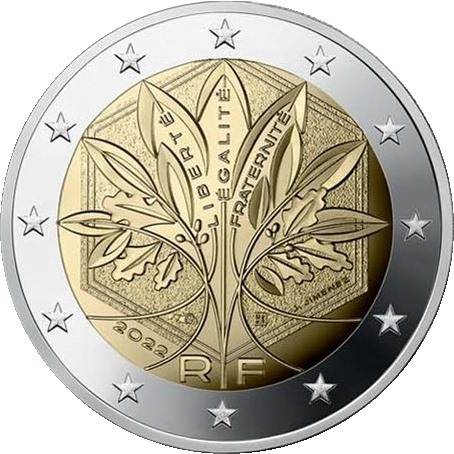
2-Euro-Münze ab 2022 (Rückseite)

Zum ersten Mal wurde im September 2021 eine sechseckige Münze vorgestellt. Sie wurde von der Monnaie de Paris für die Olympischen Sommerspiele 2024 in Paris geprägt.
Nach dem Vorbild des amerikanischen Verteidigungsministeriums Pentagon wurde in Paris 2015 das französische Gegenstück Hexagone Balard eröffnet.
Das Hexagon wird außerdem als Logo von verschiedenen öffentlichen und privaten Unternehmen, Instituten, Verbänden, Vereinen und Parteien genutzt.

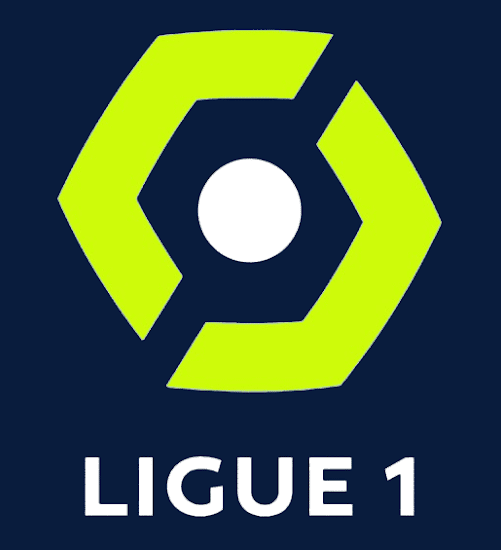
Logo der französischen Fußballliga Ligue 1
Trophäe der Ligue 1
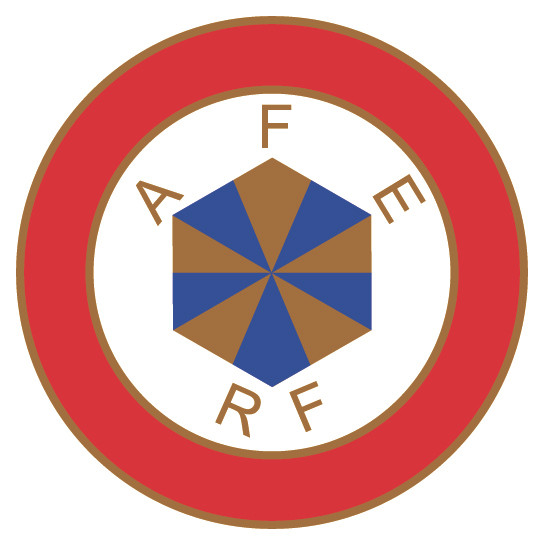
Logo der Assemblée des Français de l'étranger
Logo der Site classé ou inscrit en France
Logo der Parti social français (1936–1941)